# Andréka Domonkos

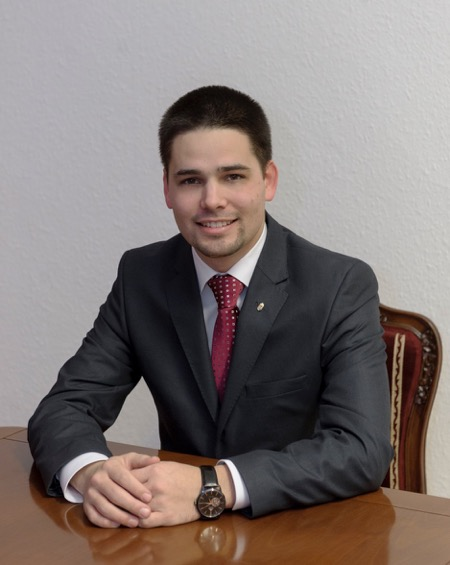
Andréka Domonkos

Andréka Domonkos (Debrecen, 1989. június 23. –) a Magnus Aircraft repülőgépgyártó vállalat kommunikációs vezetője, volt protokollfőnök. 2008-tól a Nemzetközi Protokolliskola Magyarország hallgatója, majd a Honvédelmi Minisztérium protokoll gyakornoka. 2010-től a Miniszterelnökség, Miniszterelnöki Protokoll munkatársa. 2012-2014 között a Dunakeszi Futsal Klub ügyvezetője. 2014 júniusától a harmadik Orbán-kormány Külgazdasági és Külügyminisztériumának protokollfőnöke, majd protokoll és szervezési vezetője. 2015 júniusától kezdve az Andoma Group alapító ügyvezetője, ahol protokoll oktatással, események szervezésével, delegációs látogatások intézésével foglalkozott. 2020-tól a cég profilja kiegészült PR, kommunikáció, szervezetfejlesztés, sajtó- média ügyekkel, tartalomgyártással, nemzetközi cégképviselettel.
2015 februárjában vezetésével és irányításával zajlott az Oroszországi Föderáció elnökének, majd a Német Szövetségi Köztársaság kancellárjának magyarországi látogatása.
2016 áprilisában nevezték ki a Magnus Aircraft kommunikációs vezetőjévé. Az innovációjáról híres kecskeméti vállalat gyors növekedésnek indult és Amerikában, Kínában, valamint Afrikában is megvetette a lábát. A kommunikáció mellett Andréka a marketing, nemzetközi üzletfejlesztés, valamint az események szervezésében működött közre mint a vállalat egyik vezetője.
2019-2021 között a Teqball protokoll-és sajtófőnöke. 

## Tanulmányai
A szentendrei Ferences Gimnázium elvégzése után a Nemzetközi Protokolliskola Magyarország hallgatója volt és ott szerzett protokollszakértői diplomát. Tanulmányai közben 2011 szeptemberétől a Budapesti Corvinus Egyetem, később a Nemzeti Közszolgálati Egyetem nemzetközi igazgatás szakos hallgatója volt. 2017 februárjában a Dunaújvárosi Egyetem kommunikáció és média fakultásának hallgatójaként szerzett diplomát.

## Pályája
2009-től a Honvédelmi Minisztérium Protokoll és Rendezvény Igazgatóság gyakornok protokollosa, majd 2010-től a Parlamentben működő Miniszterelnökség Miniszterelnöki Protokoll munkatársa. A magyar soros EU elnökségben nagy szerepet vállalt a miniszterelnök programjaival kapcsolatban, majd a mindennapos tárgyalások, kormányülések, utazások és delegációs programok szervezéséért felelt. Feladatai körében egy miniszterelnökkel, két köztársasági elnökkel, két kormánnyal is dolgozott együtt.
Hivatali ideje alatt a Külgazdasági és Külügyminisztérium mai napig számontartott legtöbb programot szervezte kollégáival. Mint állami protokollfőnök rengeteg nagykövettel, miniszterrel, állam- és kormányfővel találkozott a világ különböző pontjain.
2016 áprilisától a kecskeméti magyar repülőgépgyártó, a Magnus Aircraft kommunikációs vezetője.
2019-2021 között a Teqball protokoll-és sajtófőnöke. 

## Díjai, elismerései
- A Kopt Egyház medálja (2012)
- Polgármesteri Elismerés, Dunakeszi (2014)